# کوین هنوز
کوین هنوز (انگلیسی: Kevin Still؛ زادهٔ august ۱۹, ۱۹۶۰ (۶۴ سال)) ورزشکار روئینگ اهل ایالات متحده آمریکا است.
وی در مسابقات کشوری و بین‌المللی در مجموع برندهٔ ۱ مدال طلا، ۳ مدال برنز شده‌است.